# Київська митрополія (988—1240)
Ки́ївська митропо́лія (988—1240 рр.) — період існування Київської і Руської митрополії Східної, Української, Грецької і Руської Церкви під опікою Вселенської патріархії Константинтинополя з осередком у місті Київ, що розпочався в 988 році, після прийняття християнства візантійського обряду, як державної релігії, та до занепаду Київської Руси. За іншою версією Київська митрополія була задумана ще при князі Олегу, що сказав «се буде мати міст руських (тобто грецькою — митрополія руська)».

## Християнізація Русі
Християнство на території України прийшло ще за апостольських часів. Перекази твердять, що апостол Андрій Первозванний був на Київських пагорбах та проголосив своїм учням «Чи бачите ви гори он ті — На горах цих засяє ласка Божа — тут постане місто велике і Бог побудує багато церков». Таким чином, прихильники цієї версії вважають Українську Церкву — апостольською й ставлять її в один ряд з іншими великими церквами. Також багато джерел свідчать про те, що апостол Андрій проповідував на північному узбережжі Чорного моря для народів Скіфії, а значить цілком можливо і на Подніпров’ї, де нібито існувало грецьке і римське місто-колонія Азагарій, попередник Старого Києва на Святих Горах. Крім того, апостол Павло проповідував на землях Македонії, Греції, Болгарського царства, а звідти християнство поширювалось і на сучасні українські землі.
У II столітті римляни зіслали до Криму Папу Римського Климента, і він знайшов у Херсонесі численну християнську громаду. Християнство розвивалось й в Боспорській державі. 325 року на Нікейському соборі був присутній єпископ Теофіл з Боспору. 360 року у Константинопольському соборі брав участь готський єпископ УльфілА, який переклав Святе Письмо готською мовою. У той час Готська держава займала терени Північного Причорномор'я.
Широко розповсюджувалось християнство й в східній провінції Римської імперії — Скіфії. Відомі т.з. Скіфські ченці, а також виходець зі Скіфії (Нижнього Дунаю) Іван Касіян.
В IV–VII століттях християнство починає активно ширитись на давньоруській (сучасній українській) території. Гуни, які були в союзі з антами, мали таких християнських князів, як Донат, Грод, Мугел. З історичних джерел відомо про охрещення Київського князя Бравлина. Коли в 860-х роках проповідники Кирило і Мефодій прийшли до Корсуня (Херсонесу) там вони знайшли Євангеліє і Псалтир, написані «руськими буквами», і християн, що розмовляли «по-руськи» (тобто давньоукраїнською мовою).
На початку IX ст. Константинопольські патріархи Ігнатій та Фотій висилали єпископів до Києва та місіонерів на Русь. За часів князів Аскольда та Діра християнство в Києві було досить поширене. Багато істориків стверджує й що самі Аскольд та Дір також були християнами. Літописи кажуть в той час існувала «соборна» церква Св. Іллі та інші. У ІХ столітті вже існувала церква св. Миколая на Аскольдовій могилі. А в договорі князя Ігоря з Константинополем, руські дружинники приносять клятву: християни — Богові Вседержителю, а нехрещені — Перунові. Княгиня Ольга також була християнкою, а її онук — Володимир Великий зробив християнство державною релігією.
Східний літописець Ібн-Хордадбег у другій половині IX століття оповідає про руських купців, що були християнами. Патріарх Фотій вислав на Русь єпископів. Єпископська кафедра, підпорядкована напряму Константинополю, існувала у Тмуторокані з VIII століття.
Деякі історики стверджують, християнство прийшло до нас не з Візантії, а з Охриди (Охридська православна церква), тому перші єпископи та митрополити були болгарами та проповідували слов'янською мовою. Саме тому до 1037 немає в Константинопольських джерелах відомостей про Київських митрополитів.

## Створення митрополії
Перші християни в районі Києва і на теренах Київської області, історичного Полянського, Київського князівства проживали з незапам‘ятних часів. В процесі захоплення Київського князівства воєвода варягів-русів князь Олег нібито сказав: «се буде мати міст (митрополія) руських», передбачивши таким чином появу Київської митрополії при князях Руських і Київських.
988 року - після прийняття християнства, як державної релігії у Руському і Київському князівстві, була утворена Київська митрополія, вона ж Руська, яка була у підпорядкуванні патріарха Костянтинополя сиріч Царгороду, столиці тогочасного Християнського сиріч Грецького або Ромейського царства:
|  | Коли історичні дані, вийшовши з туману неясности, стають точними, то вони говорять нам про залежність нашої Церкви в ієрархічному управлінні від Царгородського патріярха. З огляду на те, що такі дані відносяться вже до часів князя Ярослава, сина і наступника на княжому престолі Володимирового, то цілком правильним, при відсутності інших відомостей, треба вважати, що ця залежність нашої Церкви від Царгороду була й при князі Володимирі, тобто від приняття ним і нашими прадідами Христової віри з Візантії Іван Власовський, церковний історик |

Першим митрополитом Київським та всієї Руси вважається Святитель Михаїл. За князя Володимира, окрім Київської та Тмутороканської, існували Переяславська, Новгородська, Чернігівська єпархії. Згодом постали Ростовська, Володимирська, Білгородська, Полоцька, Турівська, Юріївська (на річці Рось), та інші.
Хроніки свідчать, що на початку XI століття у Києві було понад 100 церков. Кафедральним собором за Володимира Великого стала церква Успіня Пресвятої Богородиці (Десятина церква), що була побудована 996 року. Настоятелем Десятинної церкви був єпископ Настас Корсунянин. Цілком можливо, що деякий час він був й керівником Київської митрополії.
1008 року митрополит Іван І поставив церков в Києві святих Петра й Павла й в Переяславі поставив кам'яну церкву Воздвиження Чесного хреста. Року 1018 він зустрічав Святополка та Болеслава при вступі до Києва і їздив до Ярослава в справі обміну полонених. На початку 1020-х років він виступив як ініціатор канонізації Бориса та Гліба, і його заходами у Вишгороді збудовано дерев'яну церкву, до якої перенесено їх домовини, і сам Іван склав службу новим святим.
Є також відомості про іншого митрополита — Олексія, можливо болгарина, з яким закінчилася доба незалежності української Церкви від Візантії. Десь у середині 1020-х років з Візантії прибув митрополит-грек Теопемпт.
Князь Ярослав Мудрий 1037 року збудував новий кафедральний собор — Святої Софії та переніс туди митрополичу кафедру. Безперечним фактом є спроба Ярослава розірвати з візантійським патріархатом. 1051 року, за сприяння Ярослава Мудрого, митрополитом Київським та всієї Руси було обрано Іларіона — першого митрополита русина. Він провів реорганізацію церковної ієрархії, унормував та вдосконалив структуру митрополії, написав багато духовних творів. Церква від самого свого початку мала Св. Письмо — найперше й найголовніше джерело церковного життя — в добре зрозумілій мові, наприклад Остромирове Євангеліє, написане в Києві 1056 р., Київське Євангеліє 1092 р. та ін.
За Ярослава можна вже сказати про організацію Церкви. Наприкінці правління Володимира було п'ять єпископій; у Києві, Чернігові, Білгороді, Володимирі та в Новгороді. За Ярослава засновано шосту — в Юр'єві, над Россю.
У Соборі у Барі (10-15.09.1089 р.), скликаному Римським папою Урбаном II з метою примирення церков брала участь делегація Київської православної митрополії, яку благословив Митрополит Київський і всієї Руси Іван III. Члени цієї місії були у м. Барі на освячені перенесеної гробниці св. Миколая Мірлікійського (свято Миколи Теплого). З того часу і почалося піднесення культу св. Миколая на Русі.

## Підпорядкування Константинополю
До середини 11 ст. єпархії Київської церкви охоплювали величезну територію, але були непідпорядковані Константинополю. З 1054 року, після усунення Іларіона, й поставлення на митрополію митрополита-грека Єфрема, Київська церква остаточно перетворюється на одну з митрополій Константинопольського патріархату.
Поступово, з розширенням кордонів Київської Русі, зростала й територія Київської митрополії. У XI столітті були засновані перемишльська та галицька єпархії, 1137 року — смоленська, 1187 — рязанська, 1226 — володимирська на Клязьмі, 1235 (за князя Данила) — холмська. В середині XIII століття Київській митрополії підпорядковувалось 15 єпархій: Переяславська, Чернігівська, Володимир-Волинська, Турівська, Полоцька, Новгородська, Смоленська, Рязанська, Перемишльська, Галицька, Володимирська на Клязьмі, Ростовська, Білгородська, Юріївська, Угровська (Холмська). Деякий час до митрополії відносилися також Тмутороканська та Закарпатська єпархії, але більшість часу свого існування вони були підпорядковані напряму Константинопольському патріархату. Згодом Тмутороканське князівство занепало, а Закарпаття було зайнято Угорщиною та Волохією.
1089 року — Митрополит Іоан III дав згоду на участь київської делегації у Маларському соборі (10-15.09.1089 р.), скликаному папою Урбаном II з метою примирення церков.

## Митрополити українці
Попри те, що у підпорядкуванні Руської митрополії було набагато більше приходів чим під опікою інших митрополій чи безпосередньо Константинопольської патріархії ієрархічне становище її було не високе. Митрополитів київських, за декількома виключеннями, призначали патріархи, а не обирав собор єпископів. Відразу після заснування Київська митрополія займала в реєстрі Константинопольських митрополій 60-те місце. У XII столітті її було перенесено на 71, потім на 72 місце.
Костянтинополь проводив політику підпорядкування та контролю над Київською митрополією, внаслідок чого до монгольсько-татарської навали 1240 року, лише чотири, з більш ніж 20 митрополитів, були місцевими.
Другим, після Іларіона, українцем на митрополичій кафедрі був Єфрем Переяславський, третім — Климент Смолятич. Всіх їх було поставлено висвячено на митрополитів Собором єпископів під час загострення відносин між Київськими князями та Константинополем. Так, Климента підтримував Великий князь Київський Ізяслав Мстиславич. Коли Київ захопив суздальський князь Юрій Долгорукий, він не признав Смолятича, а на митрополичу кафедру 1156 року Константинополь прислав Костянтина. Проте, коли 1158 року, Ізяслав знову здобув Київ, то усунув Костянтина і він жив у Чернігові. Наступні київські князі — Мстислав II Ізяславич та Ростислав Мстиславич, коли ставали Київськими князями, хотіли поновити Климента на митрополичій кафедрі, але цьому противився патріарх та поставив митрополитами греків. Спочатку — Теодора, а потім Івана IV.
Четвертим (і останнім) митрополитом-українцем у домонгольський період став Кирило II. Він, як і його попередники, був обраний собором єпископів Київської митрополії, та посвячений у Соборі св. Софії Премудрості Божої. Затвердження Константинопольського патріарха він, скоріш за все, теж не отримав.

## Руйнування Києва
1237 року митрополитом Київським та всієї Руси було призначено Йосифа з Нікеї, яка в той період, а саме після 1204 року була столицею так званого «Нікейського» царства сиріч тої частини Східного, Християнського, Грецького (і Руського) царства, що відмовлялась визнавати над собою опіку хрестоносців-латинян, незважаючи на захоплення ними Костянтинополя і яка втратила свій столичний статус щойно східні християни під началом царя Михаїла з роду Палеологів у 1261 році повернули собі Костянтинополь.
Митрополит Йосип став останнім Київським митрополитом домонгольської доби, та останнім серед митрополитів, які протягом 300 років (від хрещення Руси) мали своєю столицею Київ. Саме в час його правління починається монголо-татарська навала на землі Старої, Святої, Київської Русі.
У 1240 року татарський цар Батий руйнує Київ, після чого він втрачає значення князівської і митрополичої столиці Руського (і Київського) великого князівства, по суті перетворюючись на містечко для паломників з ремісничим Подолом і закритим некрополем князів Руських і Київських на Святих Горах Києва. Під час цих подій митрополит Йосиф зникає безвісти (скоріше за все гине). Як пише тогочасний мандрівник та латинський місіонер Плано де Карпіні, що через декілька років після погрому у Києві було знищено близько 600 церков, понад 20 монастирів і залишилось лише близько 200 уцілілих домів.

## Перехід митрополитів на північ
У 1240—1245 роках йшла боротьба за стольний град між князями Данилом Галицьким та Михайлом Чернігівським. Після повернення до Києва князя Михаїла, з його санкції київським митрополитом замість Йосифа, був обраний колишній київський ігумен монастиря св. Спаса на Берестовім, єпископ Петро Акерович. За тих тяжких умов він не отримав затвердження у патріарха.
Водночас Данило Галицький висунув свого кандидата на митрополита Київського — Холмського єпископа Кирила. 1242 року він вже згадується у Волинському літописі як митрополит київський. Згодом князя Михайла вбили за наказом хана Батия, а митрополита Петра було вигнано з Києва.
Уже наступний митрополит Максим у 1299 році переніс митрополичу столицю до Владимира-на-Клязьмі. З того часу, й до 1461 року митрополити, що жили у Володимирі, носили титул «Київські та всієї Русі». З 1325 року кафедра митрополита переводиться в Москву, а з 1461 року титул змінюється на «Московський та всієї Русі».